# Twyford (Hampshire)
Pour les articles homonymes, voir Twyford.
Twyford est une paroisse civile et un village du Hampshire, en Angleterre.